# Clémensat
Clémensat är en kommun i departementet Puy-de-Dôme i regionen Auvergne-Rhône-Alpes i centrala Frankrike. Kommunen ligger i kantonen Champeix som tillhör arrondissementet Issoire. År 2022 hade Clémensat 121 invånare.

## Befolkningsutveckling
Antalet invånare i kommunen Clémensat
| Referens: INSEE |